# Campionato di calcio della Repubblica Socialista Sovietica d'Estonia 1955
Il Campionato di calcio della Repubblica Socialista Sovietica d'Estonia 1955 era la massima divisione del campionato estone ed era un campionato regionale sovietico. La vittoria finale andò al Kalev Tallinn che vinse il terzo titolo della sua storia.

## Formula
Era formato da dieci squadre: ogni formazione si incontrava le altre in gironi di andata e ritorno, per un totale di 18 incontri. Erano previsti due punti per la vittoria e uno per il pareggio. Fu necessario un match di spareggio per l'assegnazione del titolo. 

## Classifica finale
|    | Classifica finale  | G  | V  | N | P  | GF | GS | Dif | Pt |
| -- | ------------------ | -- | -- | - | -- | -- | -- | --- | -- |
| 1  | Kalev Tallinn      | 18 | 13 | 2 | 3  | 43 | 13 | +30 | 28 |
| 2  | Dünamo Tartu       | 18 | 12 | 4 | 2  | 37 | 15 | +22 | 28 |
| 3  | Spartak Viljandi   | 18 | 12 | 0 | 6  | 38 | 30 | +8  | 24 |
| 4  | Kalev Narva        | 18 | 9  | 4 | 5  | 36 | 16 | +20 | 22 |
| 5  | TÜM Tallinn        | 18 | 9  | 2 | 7  | 32 | 26 | +6  | 20 |
| 6  | Kalev Järvakandi   | 18 | 8  | 2 | 8  | 33 | 30 | +3  | 18 |
| 7  | Kalev Kivioli      | 18 | 8  | 2 | 8  | 28 | 34 | -6  | 18 |
| 8  | Kalev Pärnu        | 18 | 5  | 2 | 11 | 32 | 48 | -16 | 12 |
| 9  | Kalev Kohtla-Järve | 18 | 2  | 2 | 14 | 18 | 54 | -36 | 6  |
| 10 | Dünamo Tallinn B   | 18 | 1  | 2 | 15 | 13 | 48 | -35 | 4  |

G = Partite giocate; V = Vittorie; N = Nulle/Pareggi; P = Perse; GF = Goal fatti; GS = Goal subiti; Dif = differenza reti; 

### Spareggio per il titolo
Kalev Tallinn - Dünamo Tartu = 3-1